# Zuid-Amerikaanse aardschildpad
De Zuid-Amerikaanse aardschildpad (Rhinoclemmys punctularia) is een schildpaddensoort uit de familie Geoemydidae, de oude naam voor deze soort is Geoemyda punctularia. De soort werd voor het eerst wetenschappelijk beschreven door François Marie Daudin in 1802. Oorspronkelijk werd de wetenschappelijke naam Testudo punctularia gebruikt.

## Uiterlijke kenmerken
Deze schildpad wordt ongeveer 20 centimeter lang, maximaal 26 centimeter, en het schild is vrij plat en heeft een duidelijke opstaande kiel in het midden. De kop is donker van kleur en typerend zijn de rode vlekjes en lengtestrepen op de kop die echter variabel zijn. De snuit is erg spits en de poten zijn lichter van kleur en hebben kleine donkere vlekjes.

## Algemeen
De Zuid-Amerikaanse aardschildpad komt voor in Brazilië, Colombia, Frans-Guyana, Guyana, Suriname, Trinidad en Tobago en Venezuela. Het is een overwegend landbewonende soort die echter altijd bij water in de buurt zit en er bij gevaar snel in rent. De habitat bestaat uit open plekken bij poelen en rivieren in moerassige gebieden. Op het menu staan voornamelijk planten als kool en loof maar soms worden ook aas of dieren als slakken gegeten.

## Ondersoorten
Er worden twee ondersoorten erkend, die verschillen in het uiterlijk en het verspreidingsgebied.
- Ondersoort Rhinoclemmys punctularia punctularia
- Ondersoort Rhinoclemmys punctularia flammigera